# Иванковцы (Хмельницкий район)
Иванковцы (укр. Іванківці) — село в Хмельницком районе Хмельницкой области Украины.
Население по переписи 2001 года составляло 801 человек. Почтовый индекс — 31312. Телефонный код — 3822. Занимает площадь 0,126 км². Код КОАТУУ — 6825085103.

## Местный совет
31312, Хмельницкая обл., Хмельницкий р-н, с. Олешин, ул. Шестакова, 8